# مونتافيا
مونتافيا (بالإيطالية: Montafia)‏ هي بلدة وبلدية في مقاطعة أستي في إقليم بييمونتي في جنوب إيطاليا، تقع بعد 15 كلم جنوب مدينة تورينو ، بلغ عدد سكانها 986 فرد بنهاية شهر ديسمبر من عام 2004 و تبلغ مساحتها 14.6 كم مربع.